# Ciccone Youth
Ciccone Youth es el nombre de una banda experimental formada por los integrantes de Sonic Youth, Kim Gordon, Thurston Moore, Lee Ranaldo y Steve Shelley, junto con el bajista de las bandas Minutemen y Firehose: Mike Watt. El nombre es una broma a los nombres Sonic Youth y «Ciccone», apellido de nacimiento de la cantante pop Madonna.

## Historia
Aunque nunca tocaron en vivo, publicaron dos grabaciones. La primera fue con New Alliance Records en 1986 y consistió en tres canciones: «Into the Groove(y)» (una versión de la canción de Madonna «Into the Groove») y «Tuff Titty Rap» en la cara A (ambos temas interpretados por los miembros de Sonic Youth), y «Burnin' Up» en la cara B, interpretada por Mike Watt con guitarras adicionales de Greg Ginn.

### The Whitey Album
La segunda grabación fue el álbum de estudio The Whitey Album, lanzado por Blast First Records y por Capitol Records en 1988, incorporando las tres canciones anteriormente lanzadas. Se rumoreó que contenía versiones de The Beatles, pero en realidad contiene versiones de varias bandas, especialmente de la canción «Addicted to Love» de Robert Palmer.

### Relación conSonic Youth
El álbum de Sonic Youth Sister, publicado en 1987, también contiene material muy influido por Ciccone Youth. Un ejemplo de ello es «Master-Dik», donde Thurston Moore, guitarrista y vocalista de Sonic Youth, menciona repetidas veces a Ciccone Youth.